# Radio Hill
Radio Hill är en kulle i Antarktis. Den ligger i Östantarktis. Australien gör anspråk på området. Toppen på Radio Hill är 50 meter över havet.
Terrängen runt Radio Hill är kuperad söderut, men österut är den platt. Havet är nära Radio Hill norrut. Trakten är glest befolkad. Närmaste befolkade plats är Mirny Station, 0,93 kilometer söder om Radio Hill. 